# Electronic Gaming Monthly
Electronic Gaming Monthly (w skrócie EGM) – amerykański magazyn o grach komputerowych, który wydawany jest od lata 1989. Od kwietnia 2010 roku wydawany jest przez EGM Media, LLC.